# Banco Central dos Estados da África Ocidental

O BCEAO é o banco central dos países destacados em verde.

O Banco Central dos Estados da África Ocidental (em francês, Banque Centrale des États de l'Afrique de l'Ouest, ou BCEAO) é um banco central que atende os oito países da África Ocidental que fazem parte da União Econômica e Monetária do Oeste Africano (UEMOA):
| - Benim - Burquina Fasso - Costa do Marfim - Guiné-Bissau | - Mali - Níger - Senegal - Togo |